# Tserosjön
Tserosjön (georgiska: წეროს ტბა) är en sjö i Georgien. Den ligger i regionen Samtsche-Dzjavachetien, i den centrala delen av landet, 120 km väster om huvudstaden Tbilisi. Tserosjön ligger 1 834 meter över havet.